# Peñacaballera
Peñacaballera település Spanyolországban, Salamanca tartományban. Peñacaballera Baños de Montemayor, El Cerro, Montemayor del Río és Puerto de Béjar községekkel határos. Lakosainak száma 153 fő (2024).

## Népesség
A település népessége az elmúlt években az alábbi módon változott:
| Lakosok száma | 218  | 190  | 182  | 171  | 168  | 145  | 142  | 139  | 142  | 153  |
|               | 2001 | 2004 | 2007 | 2009 | 2012 | 2014 | 2017 | 2019 | 2022 | 2024 |